# Club Deportivo Ñublense
O Club Deportivo Ñublense é uma equipe de futebol profissional do Chile, na cidade de Chillán. Foi fundado em 20 de agosto de 1916 com o nome de Liceo Fútbol Club. Atualmente joga na Primera Divisão do Chile. Em 2008 o clube chileno disputou pela primeira vez uma competição internacional, a Copa Sul-Americana. Em 2022, disputou novamente a competição continental. Em 2023 estreou na Copa Libertadores da América na condição de vice-campeão do Campeonato Chileno do ano anterior. O time tem grande rivalidade com o clube Curicó Unido.

## Historia

### Inicio do clube
A história do clube começa em 1916, quando um grupo de estudantes, liderados por Manuel Lara Gutiérrez, professor do Liceu de Meninos de Chillán , decidiu formar um clube desportivo. Assim, em 20 de agosto do mesmo ano, foi fundado o Liceo Football Club , que, além do futebol, incluía entre suas filiais o basquete e o boxe . O time de futebol se uniu à Liga de Chillán e logo organizou partidas intermunicipais com outros clubes da região, como o Liceo de Talca e o Liceo de Concepción.
Em 1917 e 1918 o clube conquistou o título da terceira série, e em 1919 a segunda série. No ano seguinte, e devido às diferenças de idade entre as equipes da Liga Chillán, decidiu-se separar as equipes em duas divisões, inscrevendo o Liceo na série leve, onde foi proclamado campeão. Em 1921, já na série principal da liga, o Liceo FC foi premiado com o campeonato Ñuble. 
Em setembro de 1930, mudou seu nome para "Centro Deportivo Ñublense", já que os antigos alunos do ensino médio queriam continuar participando da instituição.
Em 1942, com Lautaro Vásquez Landa como técnico, o nome do clube foi novamente alterado para "Club de Deportes Ñublense", título que seria ratificado nos estatutos esportivos daquele ano. O clube continuou no futebol amador até 1957, quando, sob a liderança de Moisés Noriega Alarcón, que era o chefe do registro civil da cidade e presidente do clube, deixou de atuar no futebol amador para ingressar no Campeonato Regional de Concepción . Permaneceu nessa posição por um ano, competindo com times como Lord Cochrane, Universitario , Gente de Mar, Galvarino ou Arturo Fernández Vial.

### A entrada para o profissionalismo
Em 1959, graças aos esforços do então técnico, Mario Avendaño, a inscrição na Associação Nacional de Futebol foi aceita e o time ingressou no futebol profissional. No primeiro ano no futebol profissional, o time estava preparado futebolisticamente. O técnico argentino Martín García chegou ao clube, junto com ele vieram jogadores jovens que tinham experiência no futebol profissional, um deles foi o goleiro Luis Venzano Justiniano, da Universidade do Chile , que foi o primeiro jogador de futebol profissional a assinar pela instituição.
Em 1961, com Renato Solar Sánchez no comando do clube, uma das contratações mais memoráveis foi feita pelo clube, pois o jogador do Boca Juniors , e jogador da seleção argentina, José Borello , e também o zagueiro argentino, de Magallanes, Claudio González Muñoz, chegaram à equipe. Nessa ocasião, o clube foi colocado na quarta posição. Ao longo deste período, passaram pelo clube líderes de destaque como Carlos Abel Jarpa Vallejos, Vicente Cox Vial, Luis Fischer, Sr. Cusacovich, Foster, entre muitos mais, que conseguiram a estabilidade da equipe. Nos dois primeiros anos, o Ñublense jogou em casa no único campo de grama que existia em Chillán , o estádio Colegio Seminario, enquanto a grama era semeada e as arquibancadas e vestiários do estádio municipal, que era uma caixa de areia, eram construídos.

### Campeão da Segunda Divisião e Acesso a Elite do Campeonato Chileno
O ano de 1976 foi um dos melhores momentos da equipe, quando sob a presidência de Pedro Guzmán Álvarez e a direção técnica de Isaac Carrasco , a equipe foi campeã da segunda divisão e foi promovida à primeira. Em seu segundo ano na primeira divisão, a instituição vermelha viu a chegada de um dos melhores técnicos que a equipe já teve, com um estilo renovado, Nelson Oyarzún Arenas , que marcou o jogo dos vermelhos. Apelidado de "Consommé" porque obrigava seus jogadores a comerem um prato de consommé após as partidas, conquistou o respeito e o carinho dos torcedores. Na manhã de 10 de setembro de 1978, morreu de câncer aos 35 anos. Na tarde do mesmo dia, a equipe enfrentou o Colo-Colo , derrotando-os por dois a um.

### De terceira a primeira divisão em 2 Anos
Em 2004, o ex-prefeito de Chillán, Sergio Zarzar assumiu o comando da instituição, conseguindo a tão sonhada estabilidade. Foi montada uma equipe competitiva, liderada por Esaú Bravo , lutando pelo título da Terceira Divisão. Mas um revés no caminho levou à saída do treinador e à entrada do ex-atacante e agora estrategista, Luis Marcoleta , que conseguiu a promoção à Primeira Divisão B em uma final muito disputada contra o Curicó Unido . Primeiro, a equipe de Chillán alcançou a equipe de Curicó em pontos ao vencê-los na prorrogação com um gol do zagueiro esguio Wladimir Herrera , o que estendeu a definição para uma partida no Estádio Fiscal de Linares disputada em 28 de dezembro. Nessa final, com mais de 3.000 torcedores de Chillán nas arquibancadas, o Ñublense derrotou o Curicó por 2 a 0 com gols de Marco Antonio Plaza e Ricardo Parada , selando seu retorno ao futebol profissional.
Em 2005, participou como wild card na Primeira B (devido ao rebaixamento planejado), tornando-se a equipe revelação do futebol profissional, graças ao seu excelente desempenho na gestão, no futebol e, principalmente, ao grande público que alcançou, com uma média de cerca de 10.000 espectadores por partida, tornando-se o time com maior público da divisão. Naquele torneio, o Ñublense terminou em quarto lugar e, devido ao seu status de "wild card", não pôde disputar o playoff de promoção, cedendo sua vaga para o O'Higgins , o time que eventualmente seria promovido.
Um ano depois, em 2006, com a possibilidade de continuar subindo na tabela classificativa, a equipe comandada por Zarzar decidiu dar tudo de si por uma chance de retornar à Primeira Divisão. Em uma campanha extraordinária, os Reds garantiram uma promoção direta à Primeira Divisão após derrotar o Unión San Felipe em Chillán, virando uma derrota por 0 a 2 com um gol de Carlos Cáceres e dois de Néstor Zanatta , um deles aos 92 minutos de pênalti. Mais tarde, a equipe de Marcoleta teve a oportunidade de se sagrar campeã em Concepción contra o Lota Schwager , mas devido a um empate por 1 a 1 nessa partida, o Ñublense terminou em segundo na tabela, com a mesma pontuação do campeão Deportes Melipilla , mas com um saldo de gols menor.
Já na Primeira Divisão , a equipe de Chillán se tornou a Corporação Esportiva Profissional (Sociedad Anónima Deportiva Profesional), e foi liderada por um grupo de investidores, encabeçado por Juan Carlos Saffie (o primeiro administrador que o Colo-Colo teve , durante a falência do clube). O ex-presidente Zarzar deixou seu cargo nas mãos de Leonardo Cusacovich, que foi nomeado vice-presidente da empresa, enquanto Zarzar assumiu como diretor da zona sul da Associação de Futebol Profissional . No início de 2007, a equipe montou um bom elenco, liderado por dois reforços estrangeiros de alto nível: o internacional paraguaio e jogador da seleção nacional Danilo Aceval e o internacional uruguaio Gabriel Migliónico , com carreira em seu país e na Argentina . No final de 2007, foi colocado à venda o livro Ñublense, 91 anos de história , que conta a trajetória do time e anedotas dos torcedores.

### Primeira participação internacional
Durante o Apertura de 2008 o clube jogou no Estádio Fiscal de Linares e no Clausura de 2008 no Estádio Monumental Arístides Bahamondes em Chillán Viejo , devido ao Estádio Nelson Oyarzún estar sendo remodelado para sediar a Copa do Mundo Feminina Sub-20 de 2008. No Apertura, sob a liderança do diretor técnico Fernando Díaz , o Ñublense conseguiu uma classificação inédita para a Copa Sul-Americana , seu primeiro torneio internacional, após uma partida muito disputada em Linares que só foi decidida por 3 a 2 a favor do time vermelho contra o time do Audax Italiano , com um gol de falta aos 87 minutos de Juan Francisco Viveros. 
Quatro dias depois deste acontecimento histórico, garantiram o primeiro lugar na fase regular do Apertura, após vencerem a Universidad Católica por 2 a 1 como visitantes. Na fase de playoffs, enfrentaram o Cobreloa nas quartas de final , derrotando-o por 2 a 1 na partida de volta, disputada no Estádio Municipal de Concepción . Nas semifinais, enfrentaram o Colo-Colo . No jogo de ida, o Ñublense venceu fora de casa por 1 a 0, com gol do paraguaio Ever Cantero . Mas no jogo de volta disputado em Concepción, o Colo-Colo virou o placar e derrotou o Ñublense por 2 a 1, com dois gols de Lucas Barrios , eliminando assim a equipe de Chillán da competição.
Em sua estreia na Copa Sul-Americana de 2008 , o Ñublense jogou novamente em casa no Estádio Municipal de Collao, vencendo o time peruano Sport Ancash pelo placar mínimo com um gol de Alejandro Osorio aos 90+4 minutos. Porém, na partida de volta, o time peruano venceu por 4 a 0 e eliminou o time vermelho do torneio.
Fernando Díaz anunciou sua saída do clube em 11 de agosto de 2009, devido à insatisfação da administração com a campanha do clube no Campeonato Clausura , que havia rendido apenas um ponto nas cinco primeiras rodadas. Ricardo Toro , chefe das divisões inferiores do Chillán, assumiu interinamente, conseguindo manter seu status na liga. Durante a temporada seguinte, o técnico Óscar del Solar foi contratado do rebaixado Rangers de Talca . Após um início promissor no campeonato, a equipe perdeu a forma e após 10 rodadas sem vencer, Del Solar foi demitido de suas funções em 1º de agosto de 2010. Nessa situação difícil, Ricardo Toro , técnico das divisões inferiores do clube, assumiu o restante do campeonato . O clube finalmente terminou 2010 derrotando o Unión San Felipe por 2 a 0 em Nelson Oyarzún , evitando o rebaixamento.

### Uma nova caída
A temporada de 2011 para o Ñublense foi horrível. No Apertura ficaram em último lugar com 14 pontos. A situação no Clausura melhorou um pouco, mas não foi o suficiente. Em 20 de novembro, o Ñublense foi rebaixado após cair no Estádio Bicentenário Municipal Nelson Oyarzún contra o Unión La Calera por 3 a 1, e terminou o ano em último lugar na tabela geral, com 21 derrotas em 34 partidas disputadas e apenas 32% de aproveitamento.

### Campeão da Série B
Após anos na segunda divisão do futebol chileno, que incluiu um 2018 onde flertaram com o rebaixamento para a Segunda Divisão , em 2019 a equipe comandada por Jaime García havia dado sinais de melhora, porém, as esperanças foram frustradas na semifinal do play-off de promoção, após cair pelo placar mínimo contra o Deportes Temuco no Estádio Nacional.
O campeonato de 2020 começou bem para o Ñublense, conseguindo 5 vitórias em suas primeiras 6 partidas, e devido a esse início liderou a classificação do início ao fim, após trabalhar constantemente suas oportunidades no aspecto futebolístico e superar problemas extrafutebolísticos, como um surto de covid-19 na equipe, durante a fase decisiva do campeonato. Finalmente, em 9 de janeiro de 2021, após cinco anos na segunda categoria do futebol nacional, o Ñublense garantiu sua promoção à categoria máxima do futebol chileno para a temporada de 2021 , ao vencer o Deportes Copiapó por 5 a 0 em Chillán , e desta forma, baixou sua segunda estrela no profissionalismo.

### Segunda participação internacional
No Campeonato Plan Vital de 2021, eles começaram a trabalhar em busca de uma nova oportunidade de se classificar para torneios internacionais, terminando em sétimo lugar na fase preliminar para a Copa Sul-Americana de 2022.

### A Grande Campanha
Nas partidas seguintes, o Ñublense conseguiria uma série de empates, primeiro na visita ao Everton , depois recebendo o O'Higgins , com o time de Rancagua marcando o empate na última jogada da partida em um contra-ataque após o Ñublense ter desperdiçado o 2 a 0 e, finalmente, um empate de 2 a 2 com a Universidad Católica depois de estar perdendo por 2 a 0, graças aos gols de Patricio Rubio e um gol de meia distância de Bernardo Cerezo . Neste ponto, sendo impossível arrebatar o título do Colo-Colo, o clube está focado na briga com o Curicó Unido pela vaga direta na Copa Libertadores, vencendo o Huachipato em casa por 2 a 0.
É assim que Ñublense e Curicó Unido chegam à penúltima rodada empatados em pontos, mas com um saldo de gols melhor para o time de Curicó. Em 31 de outubro de 2022, no Estádio La Granja , um estádio lotado apenas de torcedores do Curicó por falta de autorização do delegado presidencial para receber torcedores visitantes por falta de medidas de segurança necessárias, o Curicó Unido abre o placar rapidamente, mas o Ñublense consegue empatar, indo para o intervalo empatado em 1 a 1. No segundo tempo, o Ñublense consegue o desequilíbrio aos 60 minutos após uma jogada iniciada por Rafael Caroca que lança uma bola na área que é pivotada por Federico Mateos em direção a Alexander Aravena que com um toque sutil deixa Nicolás Guerra sozinho que com um chute de primeira vence o goleiro do Curicó, dando à equipe de Chillán a vitória e a primeira opção para se classificar diretamente para a fase de grupos da Copa Libertadores.
Na última data o Ñublense estava programado para receber o Colo-Colo (já campeão), enquanto o Curicó Unido visitaria o Coquimbo Unido que luta para evitar o rebaixamento. Em Chillán o time branco abre o placar mas imediatamente na jogada seguinte o Ñublense empata graças a um gol de Nicolás Guerra , enquanto em Coquimbo o time pirata abre o placar aos 53 minutos do segundo tempo depois de ter tido dois gols anulados no primeiro tempo, perto do final da partida o Curicó Unido empata a partida terminando 1 a 1 ambas as partidas, classificando definitivamente o Ñublense diretamente para a fase de grupos da Copa Libertadores e obtendo por sua vez uma histórica posição de vice-campeão, estando 11 pontos atrás do campeão e 3 pontos do terceiro.

## Estádio

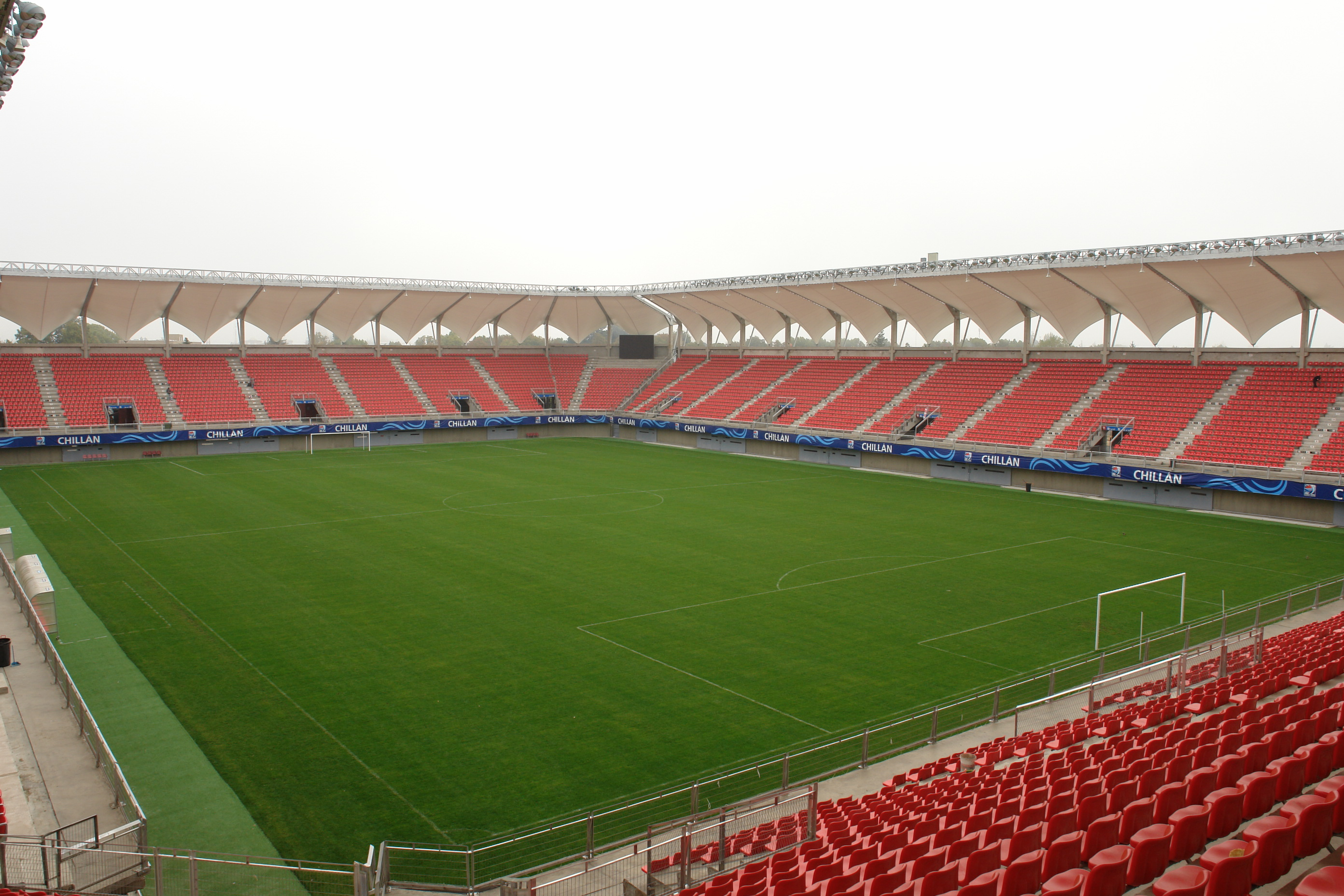
Estadio do Ñublense.

O Ñublense manda seus jogos no Estádio Bicentenário Municipal Nelson Oyarzún , que é propriedade da Ilustre Prefeitura de Chillán . Foi inaugurado em 1961 e em 1978 adquiriu o nome de Nelson Oyarzún , um dos diretores técnicos mais renomados que passaram pelo clube. Em 2008 foi completamente reconstruído para a Copa do Mundo Feminina Sub-20 de 2008 , mudando inclusive sua orientação original do mar para as montanhas, resultando em um estádio de luxo com capacidade para 12.000 espectadores com todos os padrões da FIFA estabelecidos para a época, apesar da saudade do antigo estádio, onde grande parte da história que compõe o clube de Chillán foi semeada. Após o terremoto no Chile em 2010, o estádio sofreu o desabamento de grande parte do teto no setor Pacífico, que foi reconstruído com sucesso para a reestreia do Ñublense no domingo, 4 de abril, em uma partida pela décima data contra o Santiago Morning , que terminaria em 1 a 1.

## Torcida

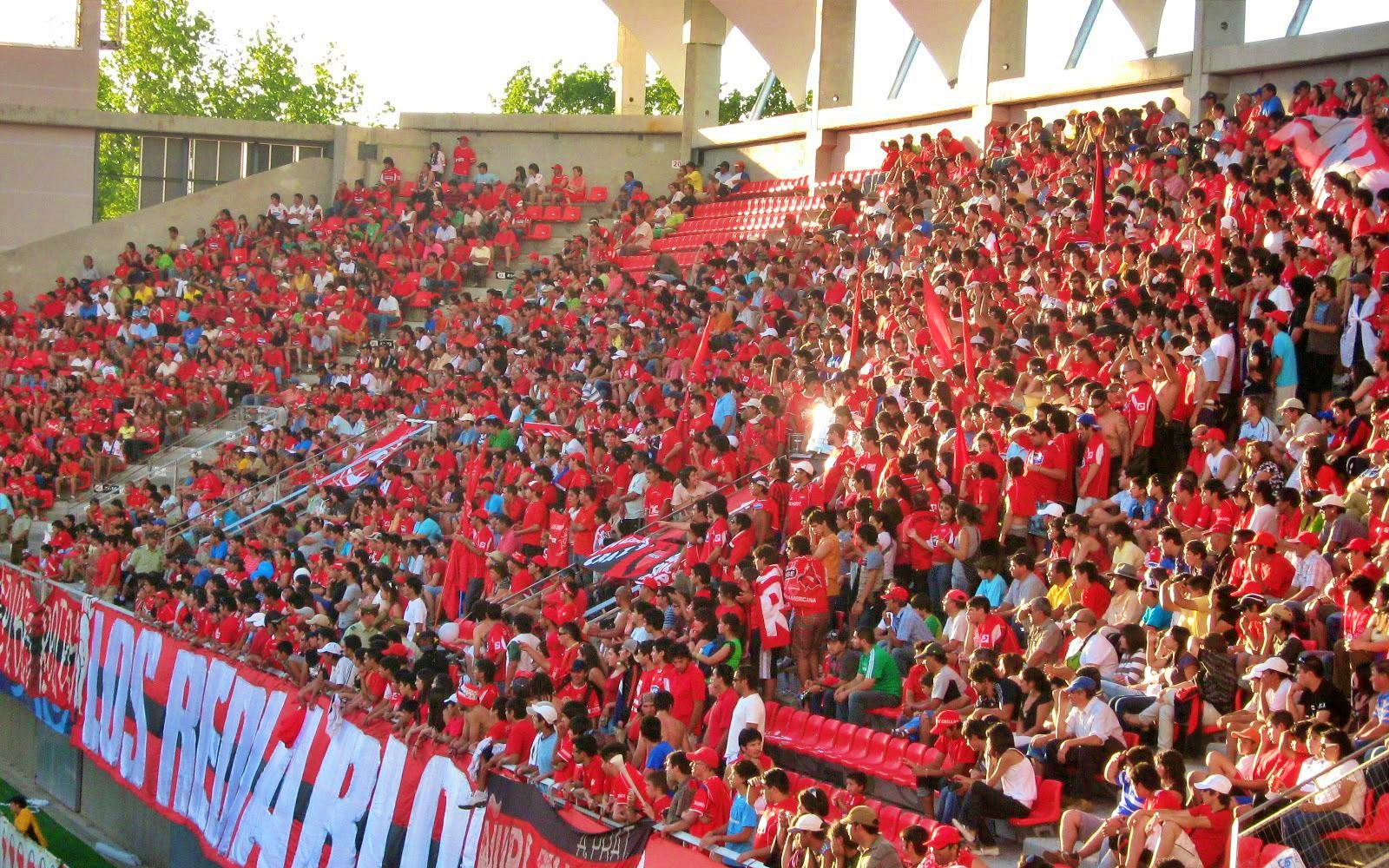
La Barra Organizada do Ñublense

A torcida do Ñublense tem uma vibração de energia apaixonante e forte, tem também as torcidas Organizadas como La Barra Brava Rediablos e também conhecida por fazer muita festa pelos Estádios.

## Títulos
| Nacionais | Nacionais                     | Nacionais | Nacionais                            |
|           | Competição                    | Títulos   | Temporadas                           |
| --------- | ----------------------------- | --------- | ------------------------------------ |
|           | Campeonato Chileno - Série B  | 2         | 1976 e 2020                          |
|           | Campeonato Apertura - Série B | 1         | 1971                                 |
|           | Campeonato Chileno - Série C  | 3         | 1985 (como Ñuble Unido), 1992 e 2004 |

## Elenco Atual
Atualizado em 28 de Julho de 2025